# Scott Hecker
Scott Hecker (geb. vor 1978) ist ein Tontechniker.

## Leben
Hecker begann seine Karriere Ende der 1970er Jahre. Sein Debüt hatte er 1978 bei Sam Peckinpahs Convoy. Er arbeitete vereinzelt für das Fernsehen, unter anderem an 22 Folgen der Krimiserie Miami Vice, wofür war er 1985 für den Primetime Emmy nominiert war. Sein Arbeitsschwerpunkt war jedoch der Film. Er wirkte unter anderem an Das Imperium schlägt zurück, Zurück in die Zukunft und Basic Instinct mit. Zwischen 1986 und 2016 war Hecker zehn Mal für den Golden Reel Award nominiert und konnte den Preis fünf Mal gewinnen.
2003 war er für Road to Perdition für den Oscar in der Kategorie Bester Tonschnitt nominiert. 2016 erhielt er eine Nominierung für den BAFTA Film Award in der Kategorie Bester Ton für Mad Max: Fury Road.

## Filmografie (Auswahl)
- 1978: Convoy
- 1980: Das Imperium schlägt zurück (The Empire Strikes Back)
- 1981: Mel Brooks – Die verrückte Geschichte der Welt (History of the World, Part I)
- 1985: Zurück in die Zukunft (Back to the Future)
- 1990: Die totale Erinnerung – Total Recall (Total Recall)
- 1992: Basic Instinct
- 1996: Last Man Standing
- 1998: Rendezvous mit Joe Black (Meet Joe Black)
- 2002: Road to Perdition
- 2005: Die Dolmetscherin (The Interpreter)
- 2006: 300
- 2009: Watchmen – Die Wächter (Watchmen)
- 2011: Sucker Punch
- 2015: Mad Max: Fury Road

## Auszeichnungen (Auswahl)
- 2003: Oscar-Nominierung in der Kategorie Bester Tonschnitt für Road to Perdition
- 2016: BAFTA-Film-Award-Nominierung in der Kategorie Bester Ton für Max Max: Fury Road